# Aphanopetalaceae
Aphanopetalaceae là danh pháp khoa học của một họ thực vật nhỏ chứa các loài cây bụi bò lan trên mặt đất giống như dây leo, bản địa của Australia. Họ này hiện tại đã biết chỉ chứa 2 loài là Aphanopetalum clematideum, đặc hữu của các vách núi đá vôi tại tây nam Australia và Aphanopetalum resinosum, đặc hữu tại đông nam Queensland và New South Wales. Các loài trong họ này có lá mọc đối, phiến lá có khía răng cưa, lá kèm nhỏ. Cụm hoa mọc ở nách lá, không cánh hoa. Quả chứa 1 hạt.
Chi duy nhất của họ này, Aphanopetalum, trước đây được coi là thuộc họ Cunoniaceae của bộ Chua me đất (Oxalidales).

## Hình ảnh

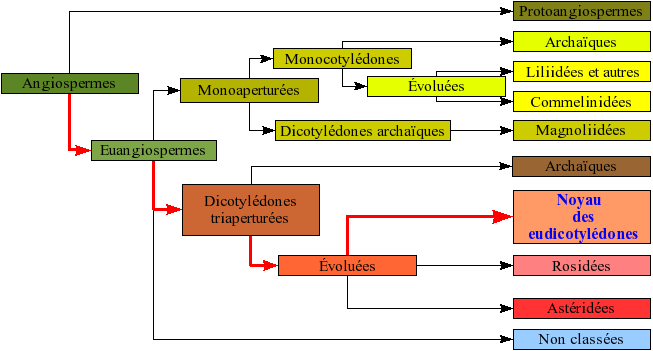